# Dana Schmalz
Dana Schmalz (* 18. April 1987 in Princeton) ist eine deutsche Rechtswissenschaftlerin und Autorin. Dana Schmalz ist als Referentin am Max-Planck-Institut für ausländisches öffentliches Recht und Völkerrecht in Heidelberg tätig und äußert sich regelmäßig zu Fragen des Völkerrechts und des Migrationsrechts. Sie hat den Völkerrechtsblog mitgegründet, und gehört zu den Herausgebern der Kritischen Justiz.

## Leben und Wirken
Dana Schmalz studierte Rechtswissenschaften und Philosophie an den Universitäten Bonn, Mainz und Paris II (Pantheon-Assas). Sie war wissenschaftliche Mitarbeiterin bei Armin von Bogdandy am Max-Planck-Institut für ausländisches öffentliches Recht und Völkerrecht in Heidelberg und wurde 2017 an der Universität Frankfurt am Main promoviert. In ihrer Doktorarbeit befasste sich Dana Schmalz mit den Zusammenhängen von Flüchtlingsschutz und Demokratietheorie. Darauf basierend erschien ihr erstes Buch 2020 beim Verlag Routledge unter dem Titel Refugees, Democracy and the Law. Political Rights at the Margins of the State.
Als Postdoktorandin war Dana Schmalz am Max-Planck-Institut zur Erforschung multireligiöser und multiethnischer Gesellschaften in Göttingen in der Gruppe von Ayelet Shachar tätig. Mehrere Auslandsaufenthalte führten sie an die Universitäten Tel Aviv, das Europäische Hochschulinstitut, die New School for Social Research, sowie Columbia Law School, wo sie 2019–2020 Fellow am Center for Contemporary Critical Thought war. Dana Schmalz vertrat Lehrstühle an der Universität Bremen und der Universität Jena und arbeitet seit 2020 als Referentin am Max-Planck-Institut für ausländisches öffentliches Recht und Völkerrecht.
Bekannt wurde Dana Schmalz besonders als Expertin für europa- und menschenrechtliche Vorgaben in der Flüchtlingspolitik. Ab 2015 schrieb sie regelmäßig für den Verfassungsblog zu migrationsrechtlichen Fragen. Sie betonte immer wieder, dass Zurückweisungen von Asylsuchenden an der Grenze ohne Verfahren europarechtswidrig sind.
Dana Schmalz veröffentlichte zahlreiche Beiträge im Bereich des Völkerrechts, der Rechtsphilosophie und des Migrationsrechts. 2025 erschien ihr zweites Buch „Das Bevölkerungsargument. Wie die Sorge vor zu vielen Menschen Politik beeinflusst“ im Suhrkamp Verlag. Darin setzt sie sich kritisch damit auseinander, wie Bevölkerungswachstum als Grund sozialer Probleme angeführt wurde.
Schmalz unterrichtete auf Grund von Lehraufträgen und Lehrstuhlvertretungen an der Freien Universität Berlin, der Universität Göttingen, der Universität Bremen, der Hertie School, der Universität Jena und der Katholischen Hochschule Mainz. 2023–2024 war sie Co-Leiterin einer Forschungsgruppe zur gesellschaftlichen Wirkung von Grenzpolitiken am Zentrum für Interdisziplinäre Forschung in Bielefeld. Sie befasste sich im Rahmen dieser Gruppe besonders mit den innerstaatlichen rechtlichen Folgen der europäischen Migrationspolitik.

## Werke
- Refugees, Democracy and the Law. Political Rights at the Margins of the State. Routledge, 2020 (Hardcover) ISBN 978-0-367-46167-6, 2022 (Taschenbuch) ISBN 978-0-367-54335-8.
- Das Bevölkerungsargument. Wie die Sorge vor zu vielen Menschen Politik beeinflusst. Suhrkamp, 2025 (Taschenbuch) ISBN 978-3-518-12789-6.